# Anoplotrupes stercorosus
Anoplotrupes stercorosus е вид земен торен бръмбар, принадлежащ към семейство Geotrupidae, подсемейство Geotrupinae.

## Разпространение и местообитание
Този бръмбар обитава почти цяла Европа, Западен Сибир и Кавказ. Разпространен е в Австрия, Белгия, Корсика, Чехия, Франция, Италия, Германия, Люксембург, Словакия, Словения и Испания. Може да се забележи от юни до следващата пролет в широколистните (главно букови) и смесени гори.

## Описание
Тялото му има син или синьо-черен цвят, а от долу обикновено е металисто син.
Възрастните достигат на дължина до 12 – 20 mm.

## Хранене
Хранят се с изпражнения на тревопасни животни, гниещи растителни остатъци и някои гъбички.

## Размножаване
През пролетта дълбаят дупки (с дължина около 70 – 80 cm) в почвата, след което женската копае странични коридори завършващи с камера за снасяне на яйцата. Камерите и коридорите са пълни с мъртва растителна маса (особено в отходните места), която служи за храна за ларвите.